# スタンプ・ウィードマン
ジョージ・エドワード・"スタンプ"・ウィードマン（George Edward "Stump" Wiedman 、1861年2月17日 - 1905年3月2日）は、1880年代に活躍したアメリカメジャーリーグの野球選手。ポジションは投手、外野手。ニューヨーク州ロチェスター生まれ。右投げ右打ち。1881年のナショナルリーグ最優秀防御率投手。

## 来歴・人物
1880年、19歳の時にバッファロー・バイソンズの選手となる。ウィードマンは1年目に30試合ほどに出場しているが、当時はバイソンズのエースだったパッド・ガルヴィンの登板しない試合で投げ、残りは外野手として起用された。1年目の勝敗は0勝9敗だった。
翌1881年にデトロイト・ウルバリンズが創設された際移籍し、2番手投手として13試合に登板。勝敗は8勝5敗だったが、この年の防御率1.80はナショナルリーグで最も低い記録だった。翌年からはウルバリンズのエースとなり2年続けて20勝を挙げたが、次の2年間は負けが先行するようになる。1886年に一度カンザスシティ・カウボーイズに移ったものの、そこで12勝36敗（負け数はリーグ最多）と惨敗する。同年でカウボーイズも破綻したため、次の年再びウルバリンズに戻ったが、1887年8月にニューヨーク・メトロポリタンズに金銭で放出された。
メジャーでの経歴は1888年にニューヨーク・ジャイアンツで2試合に登板したのが最後である。選手を引退したのち、ウィードマンは1896年に55試合の審判を務めた記録が残っている。1905年にニューヨークで死去。

## 通算成績

### 投手成績
※数字の後の"*"は、記録不明箇所があることを示す。
| 登 板 | 先 発 | 投 球 回 | 勝 利 | 完 封 | 敗 戦 | 救 援 | 奪 三 振 | 被 安 打 | 被 本 塁 打 | 与 四 球 | 与 死 球 | 暴 投 | 自 責 点 | 防 御 率 | W H I P |
| ----- | ----- | -------- | ----- | ----- | ----- | ----- | -------- | -------- | ----------- | -------- | -------- | ----- | -------- | -------- | ------- |
| 279   | 269   | 2318.1   | 101   | 13    | 156   | 2     | 910      | 2594     | 61          | 459      | 12*      | 95    | 928      | 3.60     | 1.32    |

### タイトル
- 最優秀防御率：1回　1881年

### 打撃成績
- 通算：379試合、1401打数248安打、本塁打2、打点112、打率.177